# Розов пеликан
Розовият пеликан (Pelecanus onocrotalus) е вид едра водоплаваща птица от семейство Пеликанови (Pelecanidae), среща се и в България. Размахът на крилете му достига 2,7 m.

## Разпространение
Розовият пеликан се среща в Мала Азия, Африка и Европа. В България единственото място за гнездене е резерватът „Сребърна“, където има малка колония.

## Начин на живот и хранене
Пеликанът се храни предимно с риба и по-рядко със земноводни.

## Размножаване
Гнездата и малките им колонии са сред тръстиките в езера, блата и делти на реки. Гнездото е голямо и се намира върху туфи тръстика или малки островчета, често в близост до гнездата на други видове. Снася 2-3 яйца. Възрастният розов пеликан в началото на размножителния период е с нежно розово оперение.

## Допълнителни сведения
В България е изключително рядък вид, включен в „Червената книга“ като изчезнал вид. Това означава, че щом бъде установено гнездово находище в страната, то трябва да бъде обявено като защитена природна територия с най-строг режим на охрана. През 2007 г. в ПР „Сребърна“ са забелязани гнездящи 2 двойки, което дава надежда за възстановяване на естествената им среда в резервата и постепенно евентуално установяване на колония розови пеликани и в България.